# Marjolijn Hof
Marjolijn Hof (* 1956 in Amsterdam, Königreich der Niederlande) ist eine niederländische Kinder- und Jugendbuch-Autorin.

## Leben
Obwohl Hof bereits in der Grundschule ein Theaterstück schrieb, wurde sie zuerst Bibliothekarin. 1996 wandte sie sich hauptberuflich der Schriftstellerei zu und 1999 veröffentlichte sie ihr erstes Buch De Bloem van de buurt. Für die niederländische Sesamstraße schrieb sie Geschichtchen, die von anderen Künstlern illustriert wurden. 2006 erschien ihr Buch für Grundschulkinder: Een kleine kans, das preisgekrönt wurde.

## Preise und Auszeichnungen
- 2007: De Gouden Uil, belgischer Literaturpreis, sowohl in der Kategorie „Kinderliteratur“ als auch in der Kategorie „Literatur für junge Leser“ für Een kleine kans.
- 2007: Gouden Griffel, niederländischer Literaturpreis, für dasselbe Buch.
- 2009: Einladung zur Aachener Kinder- und Jugendbuchwochen.
- 2011: Aufenthalt im LiteraturRaum im Bleibtreu-Hotel in Berlin-Charlottenburg im Rahmen von Internationale Kinder- und Jugendliteratur beim Internationalen Literaturfestival Berlin für die Monate April bis Mai 2011.

## Veröffentlichungen
- 1999: De bloem van de buurt, illustriert von Kees de Boer.
- 2001: Toeter, illustriert von Pauline Oud.
- 2002: Koe& Mus, illustriert von Fransje Smit.
- 2003: Kleuren speuren. Centraal Museum Utrecht.
- 2004: Maks moet!, illustriert von Fransje Smit.
- 2006: Stokstaartjes (deutsch: Erdmännchen), illustriert von Mylo Freeman.
- 2006: Ein kleine kans.
  - 2008: deutsch von Meike Blatnik: Tote Maus für Papas Leben. Bloomsbury Kinderbücher & Jugendbücher, Berlin, ISBN 978-3-8270-5323-7.
  - 2009: deutsch als Hörbuch; gelesen von Juliane Köhler. DAV, Berlin, ISBN 978-3-89813-909-0 (2 CD).
- 2007: Oversteken.
  - 2011: deutsch von Meike Blatnik: Nie ist ganz schön lang. Bloomsbury Kinderbücher und Jugendbücher, Berlin etc., ISBN 978-3-8270-5492-0.
- 2008: Moder nummer nul.
  - 2009: deutsch von Meike Blatnik: Mutter Nummer Null. Bloomsbury Kinder & Jugendbücher, Berlin, ISBN 978-3-8270-5382-4.
- 2009: zusammen mit Iris Kuipers: Als niemand kijkt.
  - 2013: deutsch von Meike Blatnik: Julia, bloomoon Verlag, München, ISBN 978-3-8458-0232-9.[1]
- 2011: Mijn Opa en ik en het varken Oma, mit Zeichnungen von Judith Ten Bosch.
  - 2014: deutsch von Meike Blatnik und Illustrationen von Susanne Göhlich: Mein Opa und ich und ein Schwein namens Oma. Aladin Verlag, Hamburg, ISBN 978-3-8489-2036-5.
  - 2014: deutsch als Hörbuch, gelesen von Svenja Pages. Audiolino, Hamburg, ISBN 978-3-86737-180-3.
- 2013: De regels van drie. Uitgeverij Querido Kind, Amsterdam 2013, ISBN 978-90-451-1476-7